# Pernas (constelação chinesa)
Legs (em chinês: 奎宿 e literalmente, em português: Pernas) é uma constelação chinesa e uma mansão lunar componente do Tigre-branco.